# Мушаумі Робінсон
Мушаумі Робінсон (англ. Moushaumi Robinson; нар. 13 квітня 1981) — американська легкоатлетка, що спеціалізується на спринті, олімпійська чемпіонка Олімпійських ігор 2004 року.

## Кар'єра
| Рік             | Змагання                     | Місто              | Місце           | Дисципліна            | Примітки        |
| Представник США | Представник США              | Представник США    | Представник США | Представник США       | Представник США |
| --------------- | ---------------------------- | ------------------ | --------------- | --------------------- | --------------- |
| 2004            | Чемпіонат світу в приміщенні | Будапешт, Угорщина | забіги          | естафета 4×400 метрів | 3:33.38         |
| 2004            | Олімпійські ігри             | Афіни, Греція      | 1               | естафета 4×400 метрів | 3:19.01         |
| 2008            | Чемпіонат світу в приміщенні | Валенсія, Іспанія  | 6               | біг на 400 метрів     | 53.10           |
| 2008            | Чемпіонат світу в приміщенні | Валенсія, Іспанія  | 3               | естафета 4×400 метрів | 3:29.30         |